# Dieudonné Nzapalainga
Dieudonné Nzapalainga (n. Bangassou, Mbomou, República Centroafricana, 14 de marzo de 1967) es un cardenal católico y teólogo centroafricano.
Ordenado sacerdote en 1998, comenzó su carrera en Francia y seguidamente siguió en su país donde ha ocupado numerosos cargos episcopales.
Actualmente desde 2012, al haber sido nombrado por Benedicto XVI, es el nuevo Arzobispo de la Archidiócesis de Bangui y también es un estrecho colaborador del papa Francisco, quien le creó cardenal en 2016.

## Biografía

### Inicios y episcopado
Nacido en la ciudad centroafricana de Bangassou en la Prefectura de Mbomou, el día 14 de marzo de 1967.
Cuando era jovencito descubrió su vocación religiosa y decidió entrar al Seminario menor Saint Louis de su ciudad natal.
A continuación estudió Filosofía en el Seminario Santos Apóstoles de Otélé y Teología en el Seminario de Libreville.
El 8 de septiembre de 1993, se unió a la Congregación del Espíritu Santo y del Inmaculado Corazón de María ("Congregatio Sancti Spiritus, C.S.Sp.; más conocidos como los Espiritanos"), en la cual recibió la profesión perpetua, los votos canónicos y finalmente fue ordenado sacerdote, el día 9 de agosto de 1998 para la Diócesis de Bangassou.
Al ser ordenado sacerdote, se trasladó a Francia, donde obtuvo una licenciatura en Teología por el Centre Sèvres, que es una facultad incardiada en la Universidad de París.
Además fue allí en Francia donde inició su ministerio sacerdotal como Capellán de la Fundación Auteuil y vicario de la Parroquia de San Jerónimo en Marsella.
Seguidamente en 2005, ya regresó a su país y pasó a ser Jefe superior regional de la congregación espiritana y párroco en la ciudad-capital centroafricana de Bangui.
En 2008 fue también Presidente de la Conferencia de Superioras y Superiores de Religiosos de la República Centroafricana, hasta el 26 de mayo de 2009, que tras la renuncia de Mons. Paulin Pomodimo en su sucesión pasó a ser el Administrador apostólico de Bangui.

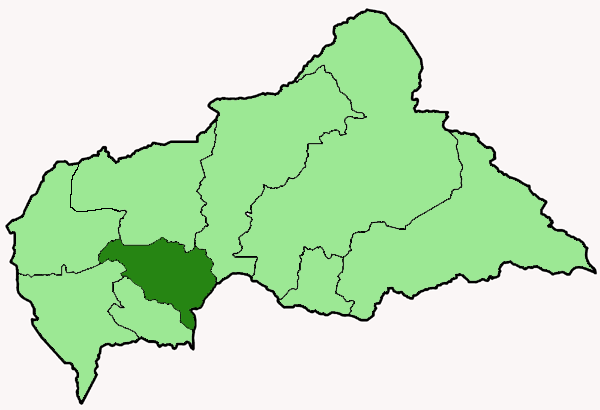
Región eclesiástica de Bangui.

Actualmente desde el día 14 de mayo de 2012, tras ser nombrado por el papa Benedicto XVI, es el nuevo Arzobispo de la Archidiócesis de Bangui.
Recibió la consagración episcopal el 22 de julio del mismo año, a manos de su consagrante principal el cardenal Fernando Filoni y de sus co-consagrantes los obispos Mons. Jude Thaddeus Okolo y Mons. Edouard Mathos.
Tomó posesión el 29 de julio, en la catedral metropolitana.
El 9 de septiembre de 2014 además de su cargo de arzobispo, el papa Francisco lo designó como padre sinodal para la tercera reunión general del Sínodo extraordinario de obispos sobre la familia que se celebró en la Ciudad del Vaticano y tuvo una duración desde el 5 al 19 de octubre y en esa época también fue elegido presidente de la Conferencia episcopal de Obispos de África Central.
Cabe destacar que en noviembre de 2015, dio la bienvenida al papa Francisco en la ciudad-capital de Bangui durante su gira africana.
El 29 de noviembre abrió la Puerta Santa de la Catedral de Nuestra Señora de la Inmaculada Concepción al papa y allí celebraron la apertura oficial del Jubileo de la Misericordia.
Francisco hizo referencia a Bangui como: "la capital espiritual del mundo".
El 9 de octubre de 2016 el papa Francisco anunció su creación como cardenal en el consistorio celebrado el 19 de noviembre de dicho año. A partir de ese momento, se convirtió en el miembro más joven del Colegio Cardenalicio.
El 10 de enero de 2017 fue nombrado miembro de la Congregación para la Evangelización de los Pueblos.
El 19 de mayo de 2020 fue nombrado miembro del Pontificio Consejo para el Diálogo Interreligioso  ad quinquennium.
El 21 de febrero de 2023 fue confirmado como miembro de la Sección para la primera Evangelización y las nuevas Iglesias particulares del Dicasterio para la Evangelización, ad aliud quinquennium.

## Compromiso por la paz

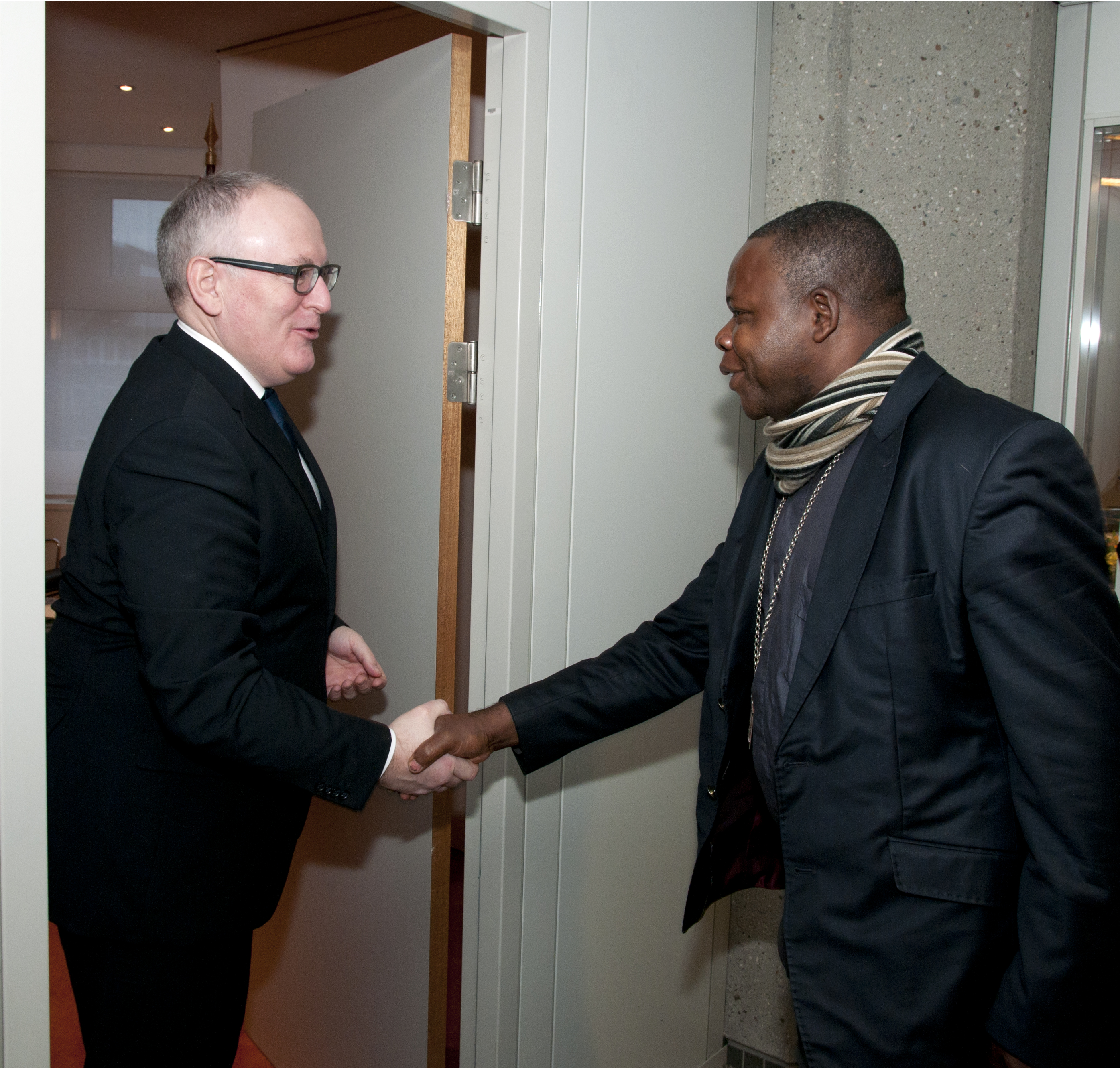
Junto al entonces ministro de exteriores holandés Frans Timmermans.

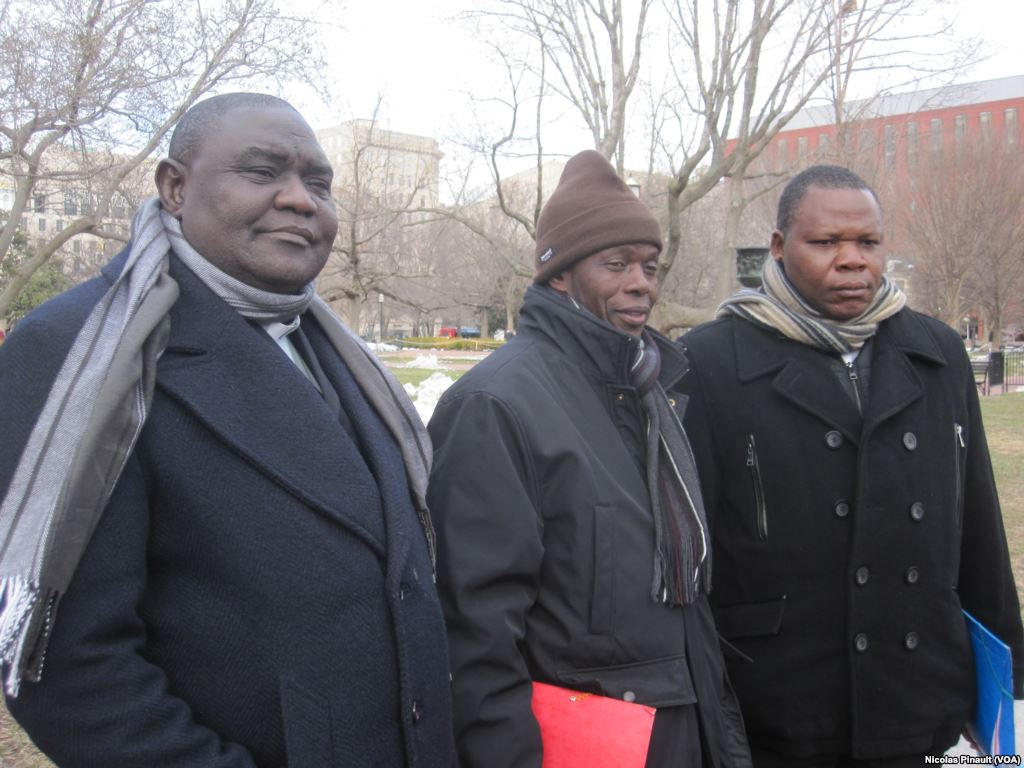
Durante una visita a Washington D. C., para la negociación de los acuerdos de paz.

En 2015 junto al Imam Oumar Kobine Layama, recibió el Premio de la Paz de Aquisgrán (Armenia) y el Premio Sérgio Vieira de Mello (Polonia), por su compromiso para buscar una solución pacifica y la comprensión e entendimiento entre religiones en el conflicto armado de la República Centroafricana.
Tras estas negociaciones, lograron la liberación de una cooperante católica francesa perteneciente a la Organización de las Naciones Unidas (ONU), que fue secuestrada por las milicias Anti-balaka y finalmente fue puesta en libertad el 23 de enero de ese año.
También lograron conceder el asilo a un total de 10.000 refugiados en su región eclesiástica y además tras más negociaciones con los rebeldes a nivel personal, obtuvieron la liberación de rehenes, independientemente de sus creencias religiosas.
También con el imán en el mes de agosto de 2015, fundó la Plataforma de la Paz Interreligiosa de África central, con la cual recibieron más premios y reconocimientos entre los que destaca el que fue entregado por parte de la ONU.